# بارسغان
بارسغان یا بارسخان (قرقیزی:Барскоон بارسقوون) شهری کوچک در کرانه جنوبی دریاچه ایسیق‌کول در استان ایسیق‌کول در کشور قرقیزستان است. این شهر بر مسیر بزرگراه A363 بین کیزیل تو و کیزیل سو قرار دارد.
براساس شجرنامه درست غزنویان سبکتگین، او از قبیله بارسغان بوده است. نام قبیله به این جهت بارسغان بوده است که در زمان‌های باستان یکی از فرمانروایان ایران در ترکستان سکنی گزیده و در آن‌جا به فرمان‌روایی رسیده است. به او پارسی‌خوان می‌گفتند یعنی کسی که سواد خواندن و نوشتن به زبان پارسی دارد و این واژه به مرور به بارسخان تبدیل شده است.
بارسغان دهکده‌ای در دره بارسغان است که یک آبشار زیبا دارد و مکان مناسبی برای پیاده‌روی و اسب‌دوانی است. درست در غرب آن دهکده تمغاتاش قرار دارد که علت نامگذاری آن یک صخره (تاش) کنده‌کاری‌شده به‌دست بوداییان است که قدمت آن به قرن‌های ۳ تا ۸ میلادی بازمی‌گردد که محلی‌ها آن را یک تمغا تفسیر کرده‌اند. این نوشته ها اصالت ندارند .
بارسغان بر مسیر کاروان‌های تجاری راه ابریشم قرار داشته است. در این مکان کاروان‌ها به دو سمت چین یا هند پراکنده می‌شدند. راه جنوبی بارسخان (A364) در گذشته یکی از مسیرهای راه ابریشم بوده است که از گذرگاه بدل (۴۲۸۴ متر) به سمت چین می‌رفته است.